# Nalle Werner
Bengt Erik Björn (Nalle) Werner, född 19 augusti 1913 i Stockholm, död där 21 oktober 1991, var en svensk grafiker, målare och tecknare.
Han var son till droskägaren August Anton Werner och Lilly Maria Strömberg och gift med Ingrid Persdotter Holmqvist samt bror till Gösta Werner. Han studerade konst vid Grünewalds målarskola 1945 och vid Accademia di Belle Arti di Roma i Rom 1949 samt genom självstudier under ett stort antal resor till Nederländerna, England, Italien, Frankrike och tillsammans med Rune Pettersson gjorde han en längre studieresa till Förenta staterna 1965. Han tilldelades stipendium ur Kungafonden 1959 och Örnsköldsviks konstförenings resestipendium. Tillsammans med grafikern Wide Janson i experimenterade han fram en ny metod att skära träsnitt i fanerade masonitplattor och ett limtryck som gav olika struktureffekter. Han debuterade i en utställning i Örnsköldsvik 1944 som följdes av ett flertal egna separatutställningar i staden och på Modern konst i hemmiljö i Stockholm samt i Gällivare. Tillsammans med sin bror ställde han ut i Norrköping 1951 och tillsammans med Wide Janson på De ungas salong i Stockholm 1953 samt tillsammans med Bengt Lissegårdh i Norrköping. Som medlem i Grödingegruppen medverkade han i gruppens utställningar i Stockholm, Fulda, Gelsenkirchen, Oslo, Rom, Milano. Montreal och Washington. Han var representerad i utställningen Då och nu. Svensk grafik 1600–1959 som visades på Liljevalchs konsthall 1959, svenska konstutställningar i Rostock, Los Angeles och New York 1961 och i en vandringsutställning som visades i USA 1966. Tillsammans med Gerry Eckhardt och Wide Janson gav han ut en grafikmapp med Södertäljemotiv 1959 och tillsammans med Eckhardt och Rune Pettersson grafikmappen 3 1965. Werner är representerad vid bland annat Moderna museet, Nasjonalgalleriet i Oslo, Brooklyn museum, New York Public Library, Norrköpings konstmuseum, Östersunds museum, Kalmar konstmuseum och Stockholms stadsmuseum och flera kommunala samlingar.